# اريك ديل
اريك ديل (بالإنجليزية: Eric Dill)‏ هو كاتب أغاني وموسيقي ومغني ومغن مؤلف أمريكي، ولد في 10 فبراير 1981 في إنديانابوليس في الولايات المتحدة.

## وصلات خارجية
- الموقع الرسمي
- اريك ديل على موقع IMDb (الإنجليزية)
- اريك ديل على موقع ميوزك برينز (الإنجليزية)
- اريك ديل على موقع ديسكوغز (الإنجليزية)
- اريك ديل على موقع قاعدة بيانات الفيلم (الإنجليزية)